# شهرستان استون (آرکانزاس)
شهرستان استون، آرکانزاس (به انگلیسی: Stone County, Arkansas) شهرستانی در ایالات متحده آمریکا است که در آرکانزاس واقع شده‌است.

## خصوصیات
شهرستان استون ۱٬۵۷۷٫۳۱ کیلومترمربع مساحت دارد.